# Adela Cantalapiedra
Adela Cantalapiedra, (Arenas de San Pedro, província d'Àvila, 22 de setembre de 1945 -) és una presentadora de Televisió Espanyola
Va estudiar Filosofia i Lletres, i es va iniciar en el món de la comunicació a Radio Peninsular. En Televisió espanyola va debutar a principis dels anys 60, en programes infantils com a Antena infantil (1962) o La aventura de la música (1963).
Durant tota aquesta etapa desenvolupo també labors com a locutora de continuïtat. Posteriorment, ja en els anys 70 i principis dels 80, es convertiria en un rostre habitual dels informatius, passant per Telediario (1974-1980), Informe semanal (1980-1981) o Parlamento (1982).
Entre 1981 i 1982 va presentar, al costat de Santiago Vázquez el divulgatiu de gran èxit Un mundo para ellos. En 1986 passaria novament a informatius amb Nuestra semana.
Posteriorment se l'ha pogut veure al capdavant del programa sobre ecologia En verde (2003), també de la cadena pública.